# ماجونگاخزندگیان
ماجونگاخزندگیان (نام علمی: Majungasaurinae) نام یک زیرخانواده از شاخه طنابداران است.